# Kinton, Oregon

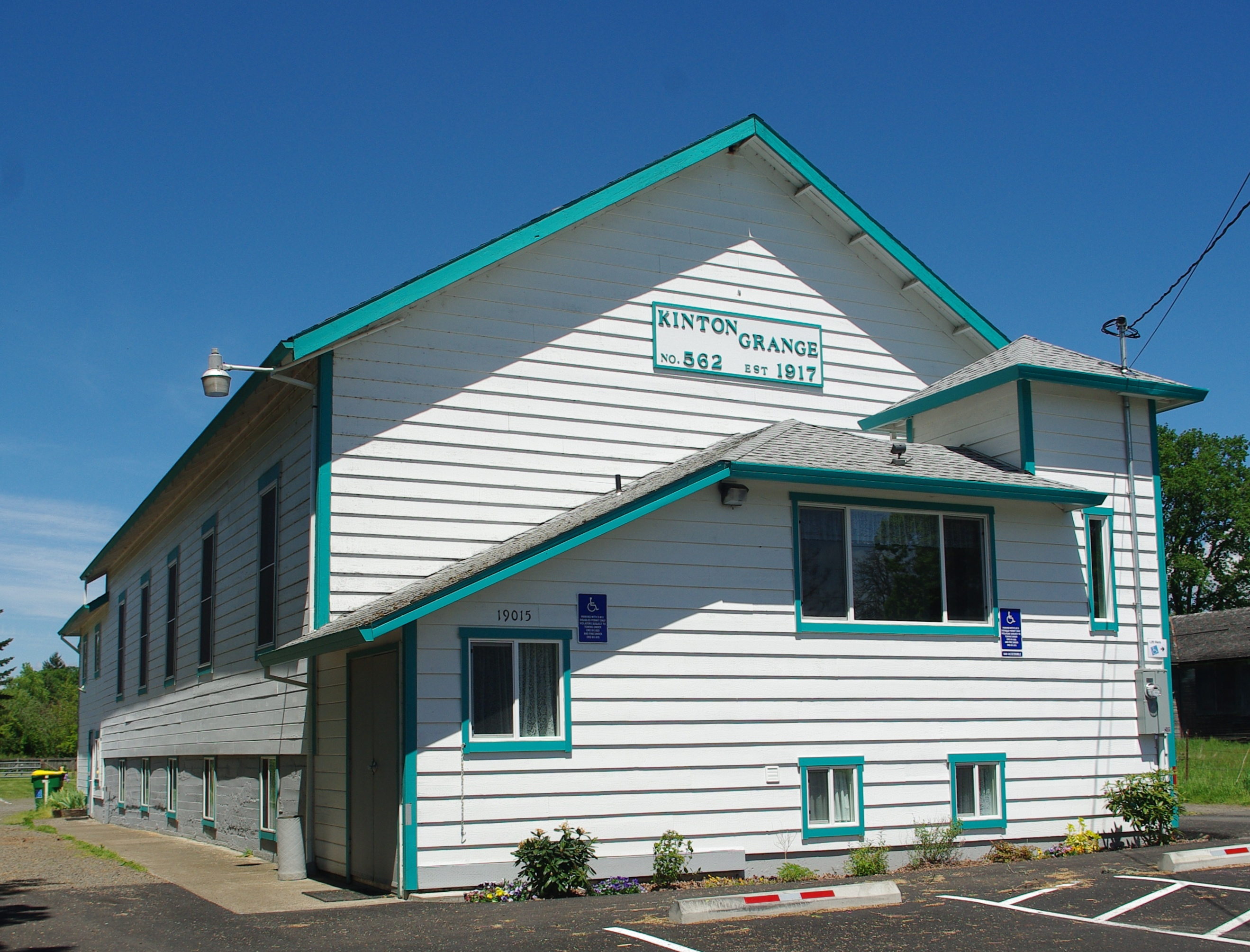

Kinton là một cộng đồng nhỏ chưa hợp nhất nằm trong quận Washington, Oregon, Hoa Kỳ. Nó nằm gần bờ phía bắc của sông Tualatin, gần giao lộ giữa Xa lộ Oregon 210 và Đường River, một mạch đường thôn quê chính chạy theo hướng tây bắc đến Hillsboro. Kinton nằm cách Newberg khoảng 8 dặm về phía bắc, cách Beaverton 6 dặm về phía tây nam, và cách Hillsboro 7 dặm về phía đông nam. Cộng đồng này từng là nơi phà (Phà Scholls) băng ngang sông Tualatin giữa Kinton và Scholls gần bên. Trong lúc phà được thay thế bởi một cây cầu thì Xa lộ Oregon 210 vẫn còn được người dân địa phương gọi là Lộ Scholls Ferry.
Theo sách Oregon Geographic Names, Kinton được đặt tên của Peter Kindt, một người tiên phong khai phá đất hoang khi xưa khẩn được một mãnh đất gần đó. Kinton có bưu điện riêng của nó từ năm 1894–1903.
Kinton là xứ rượu vang của Oregon và trong khu vực này có một số hãng làm rượu nổi tiếng.
Mã bưu điện của Kinton là 97007. Mã bưu điện này cũng được dùng chung với một khu vực của thành phố Beaverton lân cận.